# KZ Danica
Das Konzentrationslager Danica (serbokroatisch Koncentracioni logor Danica / Концентрациони логор Даница) war das erste Konzentrationslager im damaligen faschistischen Unabhängigen Staat Kroatien (NDH). Das am 15. April 1941 vom kroatischen Innenministerium der faschistischen Ustaša-Regierung gegründete Lager befand sich in den Räumen der im Dorf Drnje ansässigen Chemiefabrik Danica, nahe der Stadt Koprivnica. Die Internierten waren hauptsächlich Serben, aber auch Kroaten, Juden, Roma, Bosnische Muslime und andere Minderheiten. Insgesamt passierten 5600 Gefangenen das KZ Danica. 200 bis 300 starben in Danica, mehr als 3000 von ihnen wurden später in den KZs Jadovno, Jasenovac und Stara Gradiška ermordet. Das Lager wurde im September 1942 aufgrund der anrückenden Partisanen von den Ustaša aufgelöst.

## Geschichte
Erster Lagerkommandant des KZs war der aus dem Exil zurückgekehrte Ustaša Martin Nemec, der später von Nikola Herman abgelöst wurde. Eine erste größere Gruppe von Gefangenen, hauptsächlich Serben, deportierten die Ustaša am 28. April 1941 nach Danica. In den darauffolgenden Tagen und Wochen kamen weitere Gruppen ins Lager an. Die Lagerführung konfiszierte alle mitgebrachten oder den Internierten geschickten Lebensmittel und nahmen ihnen Geld und Wertsachen ab. Die Gefangenen wurden häufig in den für Folterzwecken errichteten Todesbaracken misshandelt. Wer nach der Folter nicht zu Kräften kam, wurde erschossen. Frauen und Kinder wurden von den Männern getrennt, zudem folgte eine Trennung nach Religionszugehörigkeit. Im Mai 1941 befanden sich 1007, im Juni 2175 und im August 2656 Gefangene in Danica. Die Zahl der KZ-Aufseher betrug im August etwa 100.
Seit August wurden Gefangenen vermehrt in die KZs Gospić und Jasenovac geschickt. Ab Dezember deportierten die Ustaša vermehrt männliche Gefangene nach Jasenovac, Frauen und Kinder hingegen ins KZ Stara Gradiška. Insgesamt passierten 5600 Gefangenen das KZ Danica. 200 bis 300 starben in Danica, mehr als 3000 von ihnen wurden später in den KZ Jadovno, Jasenovac und Stara Gradiška ermordet. Von den Internierten in Danica waren rund 3000 Serben, 1000 Kroaten, mehr als 600 Juden und etwa 400 Roma. Die übrigen Gefangenen gehörten anderen Minderheiten an. Seit Herbst 1941 bestand die Gefahr, dass die Partisanen das Lager angriffen. So wurden nahezu alle Gefangenen bis Mai 1942 in die KZs Jasenovac und Stara Gradiška deportiert. Schließlich wurde im September 1942 das Lager aufgelöst.
Zwischen November 1943 und Februar 1944 eroberten Partisanen die Region um Koprivnica. In dieser Zeit wurde ehemaligen Lageraufsehern von Danica der Prozess gemacht, in den die meisten Fälle mit einem Todesurteil endeten. 1945 wurde der erste Lagerkommandant Martin Nemec zum Tode verurteilt und in Danica öffentlich hingerichtet. Im Januar 1946 diente Danica als Transitlager für gefangengenommene Ustaša-Angehörige und Mitglieder der kroatischen Heimwehr, die regulären Streitkräfte des faschistischen NDH-Staates.

## Aufarbeitung
Erst 1968 wurde das Eingangstor zum Lager erneuert und eine Gedenktafel zur Erinnerung an die Opfer von Danica aufgestellt.

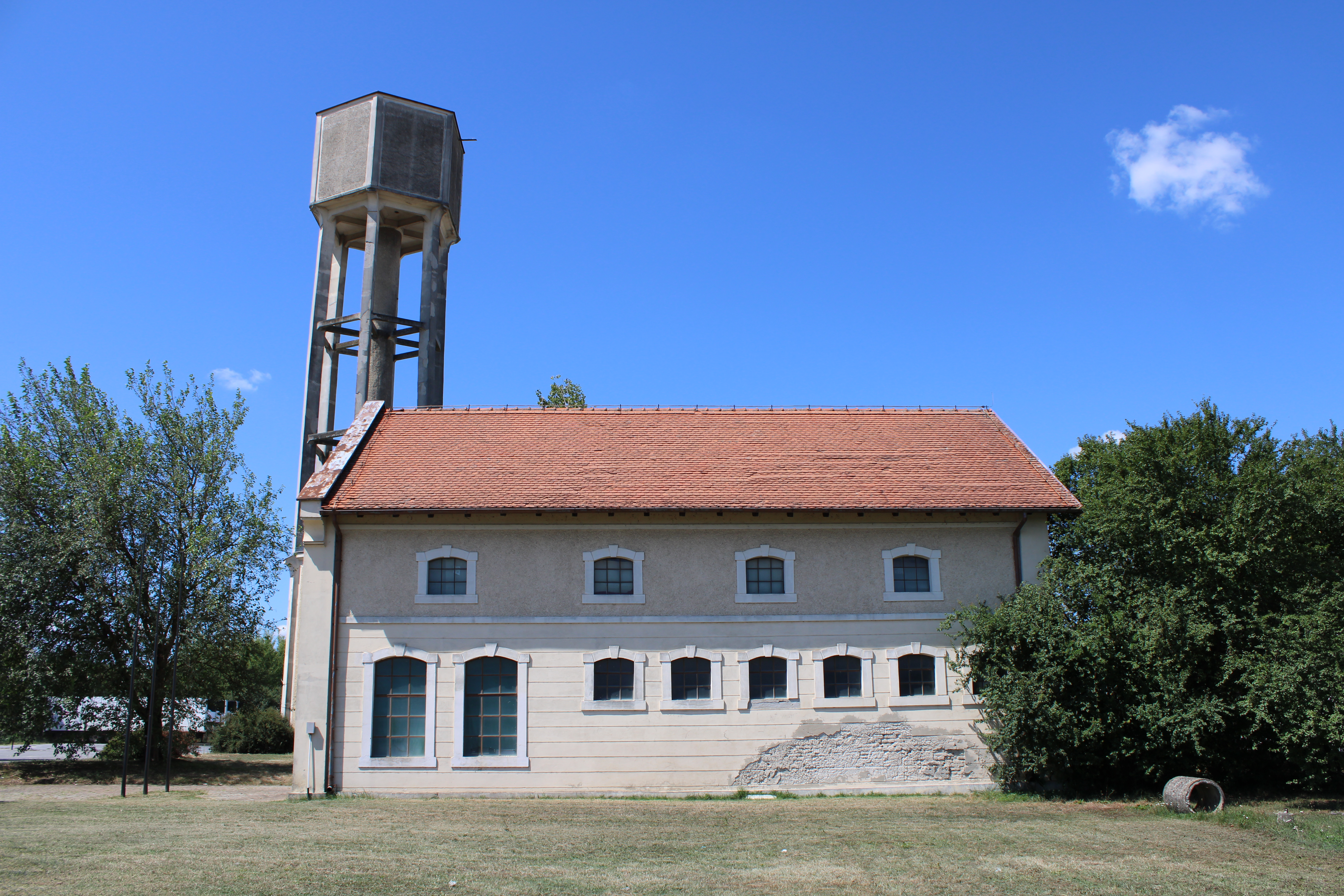
Ansicht von der Straße
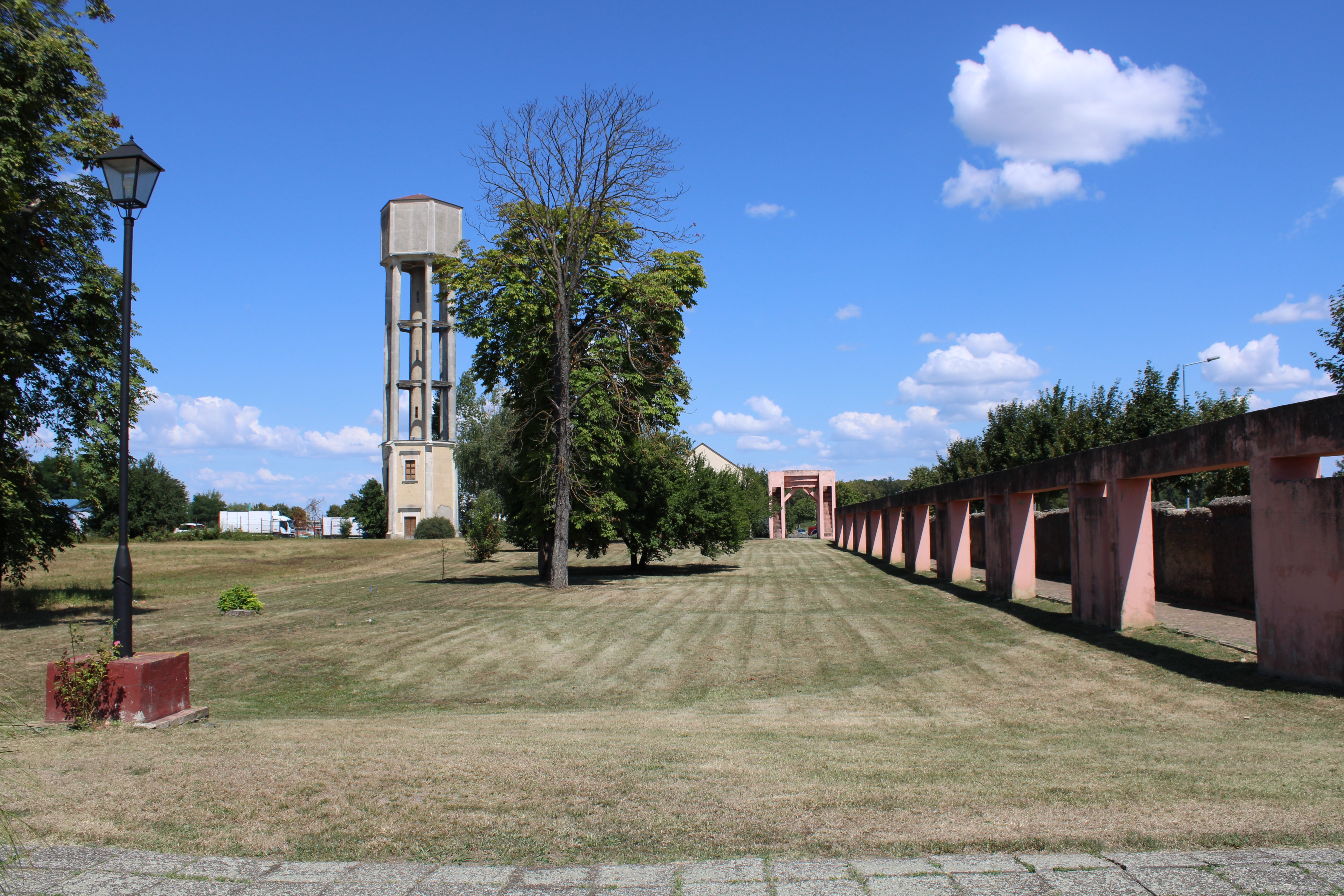
Innenhof
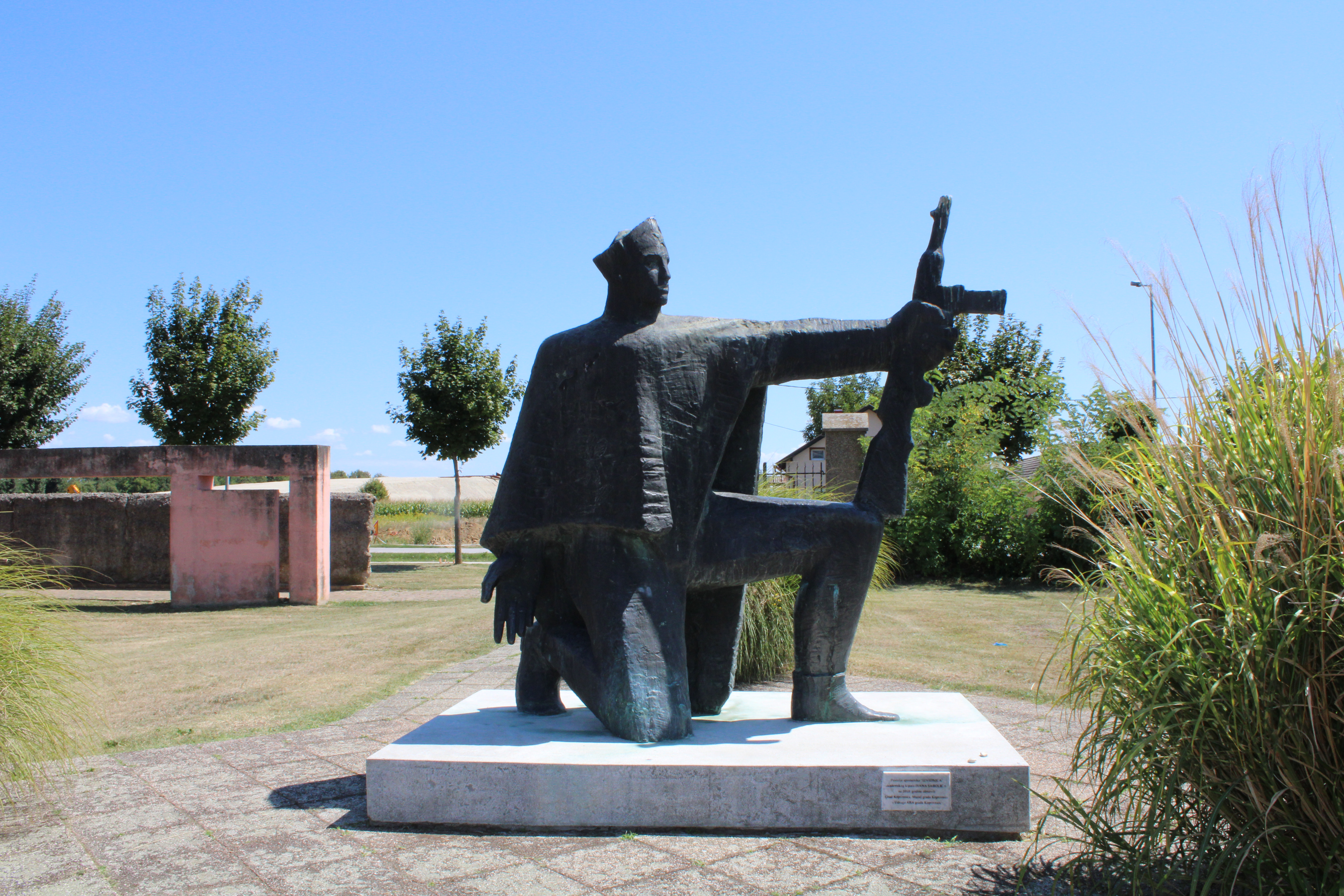
Kriegerdenkmal
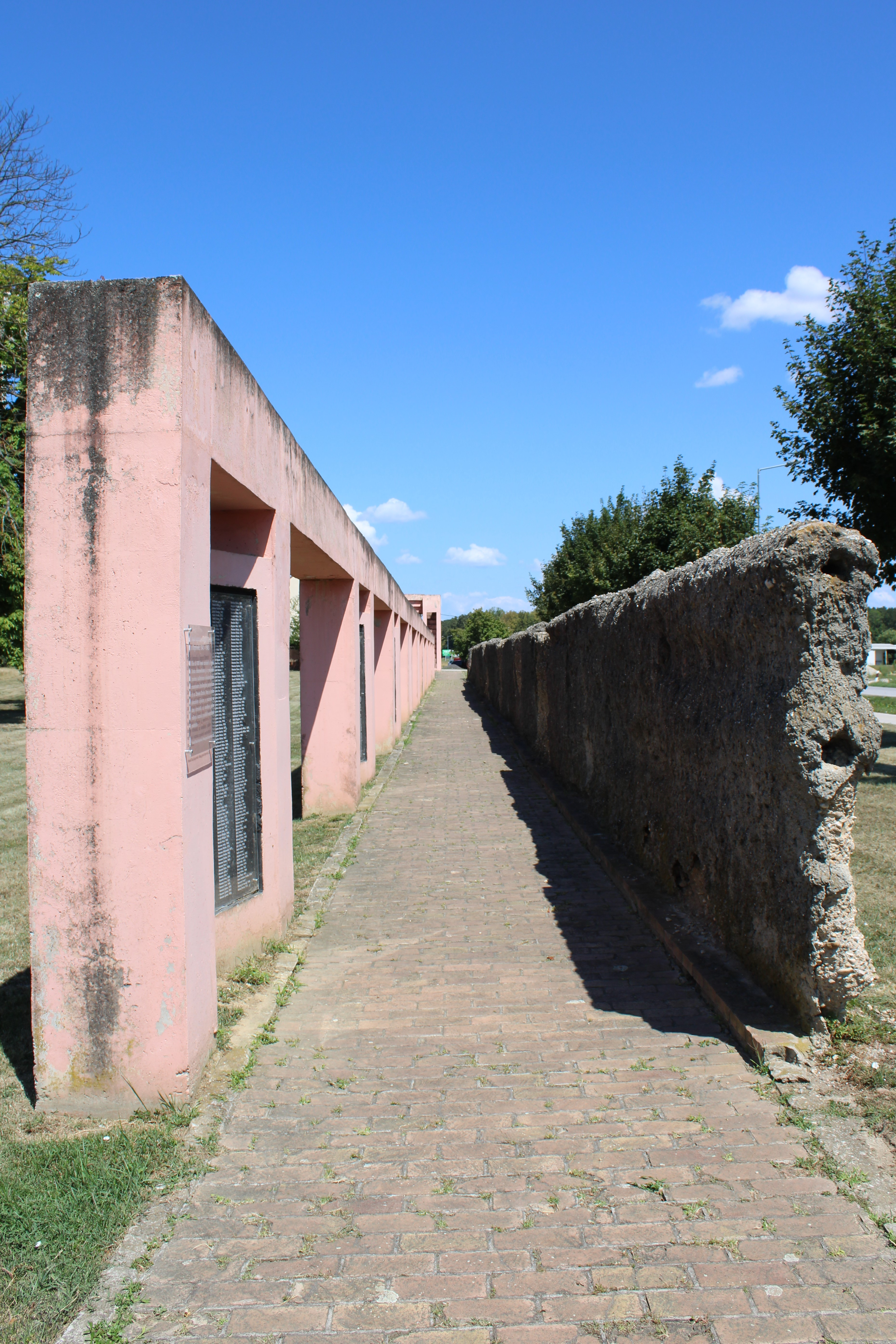
Gedenktafeln der Opfer
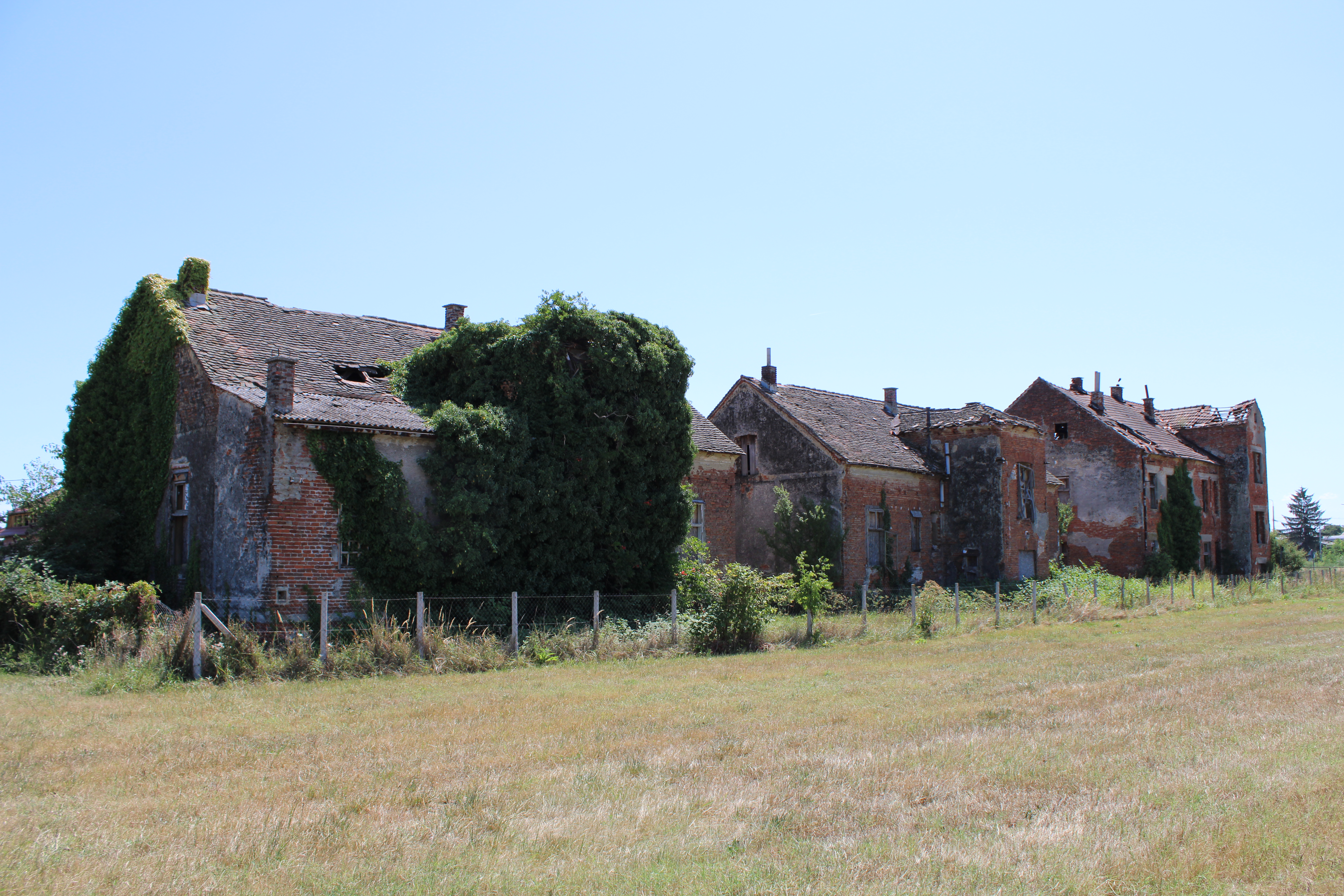
Ehemalige Lagergebäude
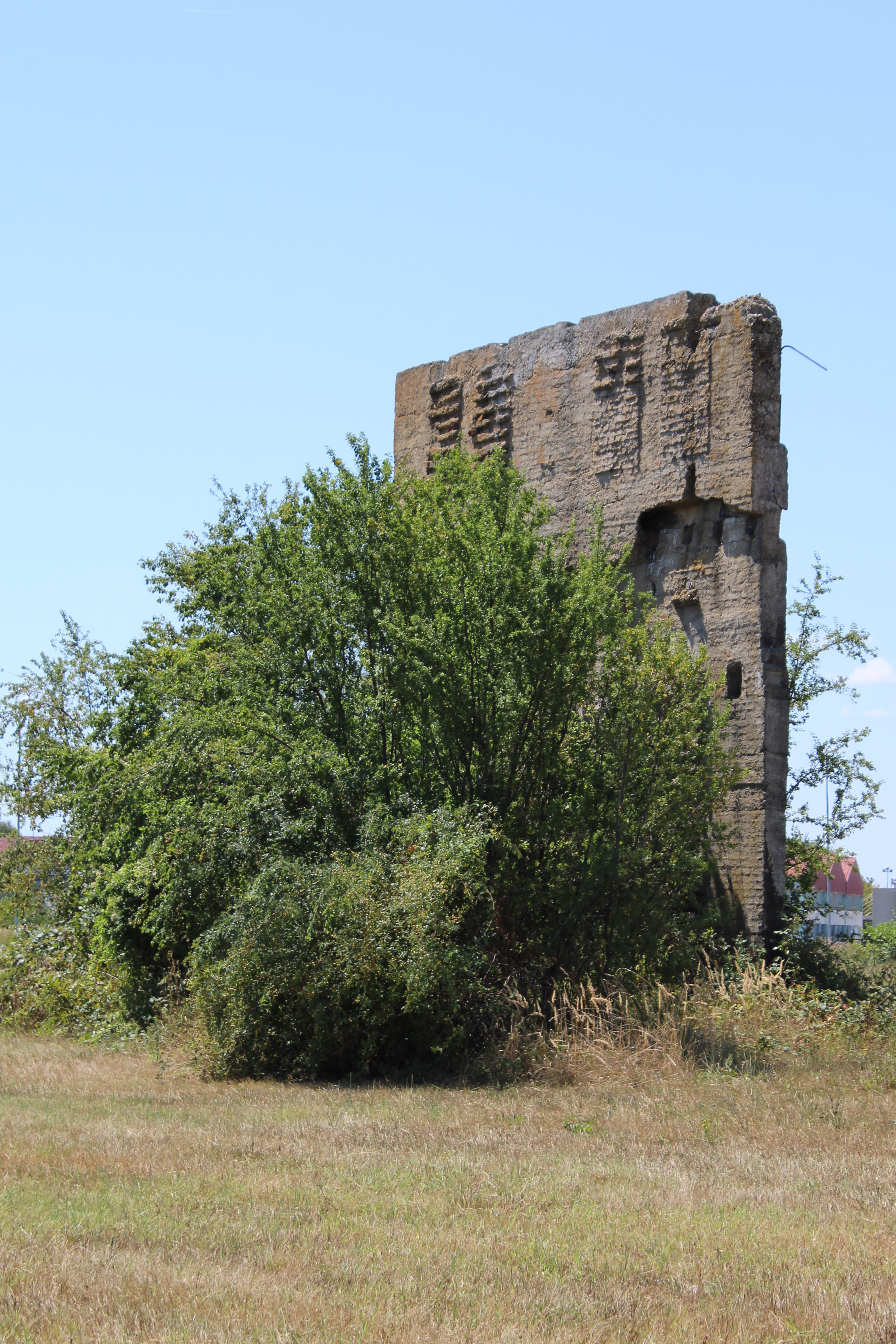
Mauerreste eines Gebäudes
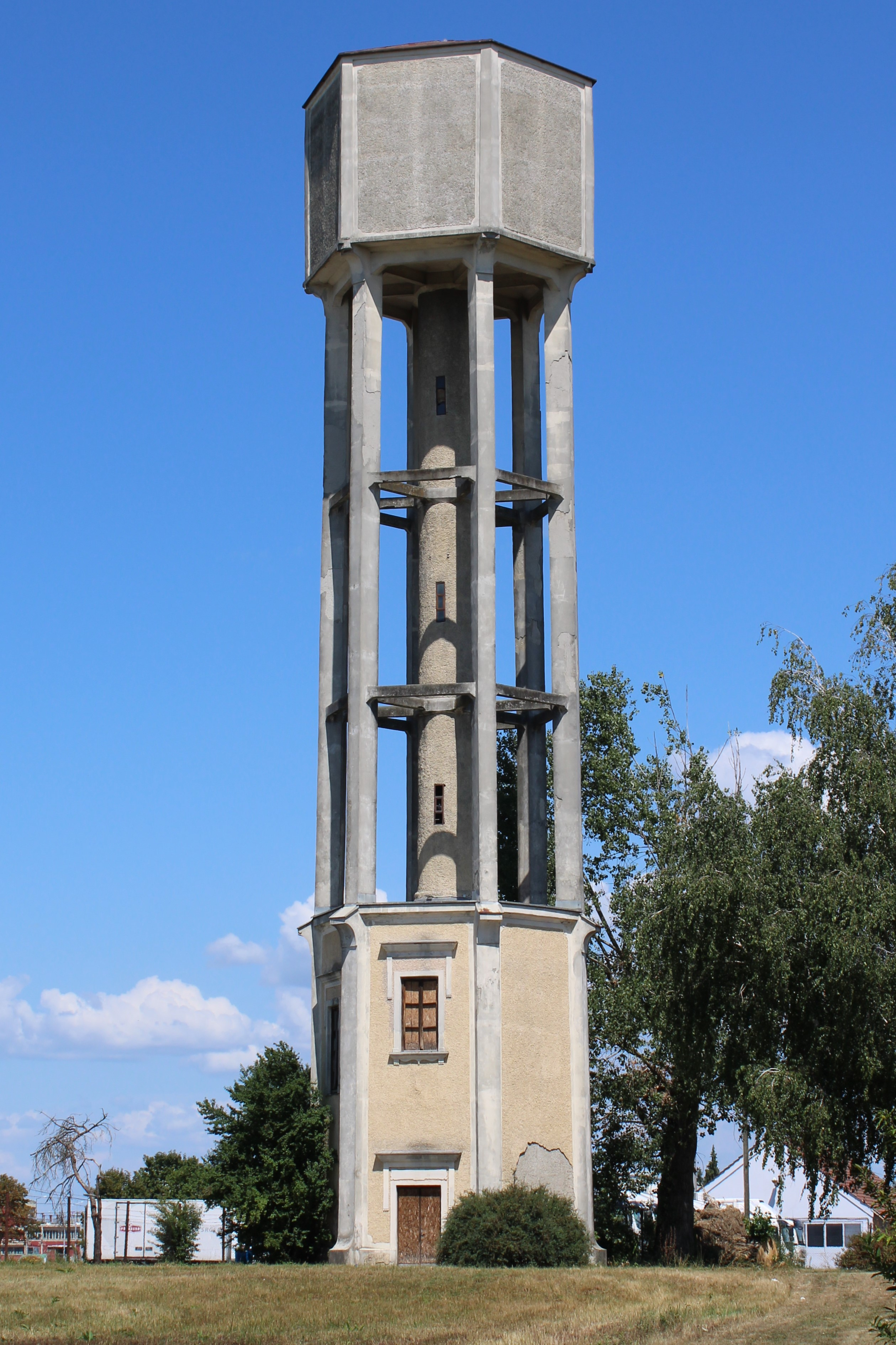
Wasserturm